# Symmetric multiprocessing
Pour les articles homonymes, voir SMP.

Schéma d'une architecture multiprocesseur symétrique.

Un multiprocesseur symétrique (à mémoire partagée), ou symmetric shared memory multiprocessor (SMP), est une architecture parallèle qui consiste à multiplier les processeurs identiques au sein d'un ordinateur, de manière à augmenter la puissance de calcul, tout en conservant une unique mémoire.
Disposer de plusieurs processeurs permet d'exécuter simultanément plusieurs processus du système, utilisateur ou noyau en leur allouant l'un ou l'autre des processeurs disponibles, ce qui augmente la fluidité lors de l'exécution de plusieurs programmes, et permet à un processus d'utiliser plus de ressources de calcul en créant plusieurs threads.
Ce principe crée néanmoins un goulot d'étranglement au niveau de la mémoire principale, qui est partagée par tous les processeurs. C'est pour cette raison que des systèmes à mémoire répartie partagée et à mémoire distribuée sont apparus.